# Commutator

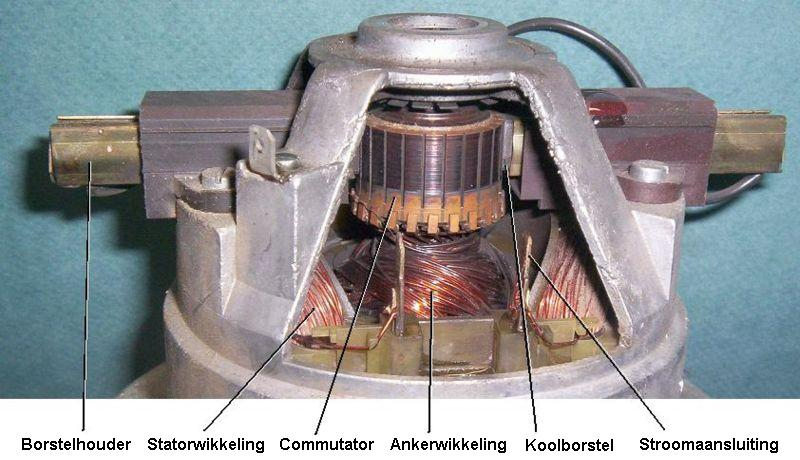
Commutator in een universeelmotor.

De commutator of collector is een onderdeel van een elektromotor dat ervoor dient de stroomtoevoer naar de ankerwikkelingen zo om te schakelen dat de magneetvelden op de juiste wijze worden omgepoold. De commutator heeft daartoe de vorm van een cilinder en is aan de buitenkant opgebouwd uit lamellen van hard elektrolytisch koper met daartussen isolatiemateriaal, vroeger micaniet, tegenwoordig kunststof. Het geheel is geïsoleerd bevestigd op de rotoras en de koperen lamellen zijn verbonden met de ankerwikkelingen. Vast opgestelde koolborstels maken contact met de commutator en voorzien zo de ankerwikkelingen van stroom. Commutators worden ook in oudere types gelijkstroomdynamo's toegepast.

## Geschiedenis
De commutator werd in 1833 voor het eerst toegepast door Hippolyte Pixii, gebaseerd op een idee van André-Marie Ampère. Antonio Pacinotti construeerde in 1859 in Pisa een prototype van een gelijkstroommachine op inductie. Hij verbeterde de commutator, door deze op te bouwen uit meer segmenten in plaats van de twee bij Pixii. Dit ontwerp is bekend geworden onder de naam "Ring van Pacinotti". Rond 1869 bracht Zénobe Gramme een aantal belangrijke verbeteringen aan. Hij slaagde erin een model te produceren dat een voldoend grote en gelijkmatigere gelijkstroom kan leveren bij een relatief belangrijk vermogen, voor gebruik in laboratoria.

## Doel
De commutator is een belangrijk onderdeel in de werking van een gelijkstroommachine. Hij voorziet in twee dingen:
- voor een elektrische verbinding tussen de stilstaande koolborstels en de roterende as met de rotorwikkelingen, net als bij een sleepring, en
- bij een dynamo voor het omzetten van de wisselspanning die opgewekt wordt door het draaien van de rotorspoelen voorbij de vaste veldmagneten in een gelijkspanning of bij een motor voor het omkeren van de stroomrichting in de rotorwikkelingen zodat het anker blijft draaien.

Een commutator is eigenlijk een mechanische gelijkrichter en roterende schakelaar in een elektromotor. Het omkeren van de stroomrichting in de wikkeling wordt commutatie genoemd.

## Beperkingen
Hoewel commutators op grote schaal toegepast worden in gelijkstroommachines, soms tot duizenden kilowatts in vermogen, hebben ze hun beperkingen:

### Slijtage
Door wrijving slijten zowel de koolborstels als de koperen lamellen. Omdat de koolborstels van zachter materiaal zijn gemaakt, zullen deze sneller slijten. Koolborstels worden daarom zó aangebracht dat ze gemakkelijk te vervangen zijn.
Bij kleine motoren van minder dan 1 kW is het onmogelijk de commutator te repareren of te vervangen en wordt die dan ook zo gemaakt dat de levensduur overeenkomt met die van de motor. Bij grotere machines kan de commutator veelal bijgeschuurd worden, of – als de slijtage ernstiger is – afgedraaid worden op een draaibank. Bij dit laatste moet het anker wel uit het frame verwijderd worden. Na het afdraaien van de commutator moet het isolatiemateriaal zorgvuldig tussen de lamellen aan het loopvlak verwijderd worden om tijdens het gebruik snelle slijtage van de koolborstels te voorkomen.

### Spanningsverlies
Door de overgangsweerstand tussen de koolborstels en de commutator treedt een spanningsverlies op, dat tot enkele volts groot kan worden. Dit is vooral nadelig voor het rendement bij kleine motoren omdat deze veelal op lagere spanningen werken.

### Stroomdichtheid
Door optreden van ankerreactie zal het ideale commutatiemoment verschuiven, met als gevolg dat de stroomdichtheid in de koolborstels toeneemt. Wordt deze te groot dan kunnen onder de borstels vonken ontstaan; in extreme gevallen rondvuur. Deze vonken veroorzaken extra slijtage, EMC-storingen en hogere verliezen in de commutator. Bij grote motoren (meer dan 1 kW) worden hulppolen en/of compensatiewikkelingen toegepast om de invloed van ankerreactie te beperken.

## Elektronische commutators
In de borstelloze elektromotor wordt een elektronische commutator gebruikt, die meestal berust op de werking van elektronische schakelaars welke bestuurd worden door sensors, die ieder een bepaalde positie van de rotor kunnen bepalen.
Elektronische commutators worden ook gebruikt om verschillende elektronische analoge signalen te combineren, waarbij een aantal signaal-ingangen beurtelings met een signaal-uitgang worden verbonden. De signaal-uitgang kan met een analoog-digitaalomzetter worden verbonden die voor iedere signaal-ingang op het juiste moment de digitale waarde van dit signaal bepaalt.

Commutator met twee segmenten